# Katzenbach (Schwarzer Kocher)
Der Katzenbach, im Unterlauf früher Zollbach genannt, ist ein knapp 1 Kilometer langer, nordwestlicher und linker Zufluss des Schwarzen Kochers im baden-württembergischen Ostalbkreis, der in der Stadt Oberkochen verläuft.

## Verlauf
Der Katzenbach entsteht in Hanglage aus einer Karstquelle am Südrand des Städtischen Friedhofs von Oberkochen. Er entspringt einer Schichtgrenzquelle im seichten Karst. Die Katzenbachquelle liegt am Karstquellenweg. Das Quellwasser wurde früher zur Fischzucht genutzt, von der heute aber nichts mehr zu sehen ist. 
Der abfließende Bach verläuft südöstlich auf die Innenstadt zu und dann westlich der Katzenbachstraße zwischen den Häusern entlang. Ab der Feigengasse ist der restliche Unterlauf unterirdisch verdolt. An der Bahnhofsbrücke mündet er nach insgesamt 725 Metern ab seiner Quelle aus einem Rohr in den Schwarzen Kocher.

## Geschichte
Bis 1803 markierte sein damals noch oberirdischer Unterlauf die Zollgrenze zwischen dem links vom Bach liegenden katholischen, von der Fürstpropstei Ellwangen regierten Teil Oberkochens von dem rechts vom Bach liegenden evangelischen Teil, der zum Herzogtum Württemberg gehörte. In der Ortsmitte Oberkochens befand sich an diesem Bachlauf in der Nähe des Gebäudes Heidenheimer Straße 2 (früher Gasthaus Lamm) eine Zollstation. Die durch die damaligen zwei Teile Oberkochens verlaufende Hauptstraße überquerte den Bach über die Zollbrücke. Daher wurde der Unterlauf des Katzenbaches damals Zollbach genannt. 

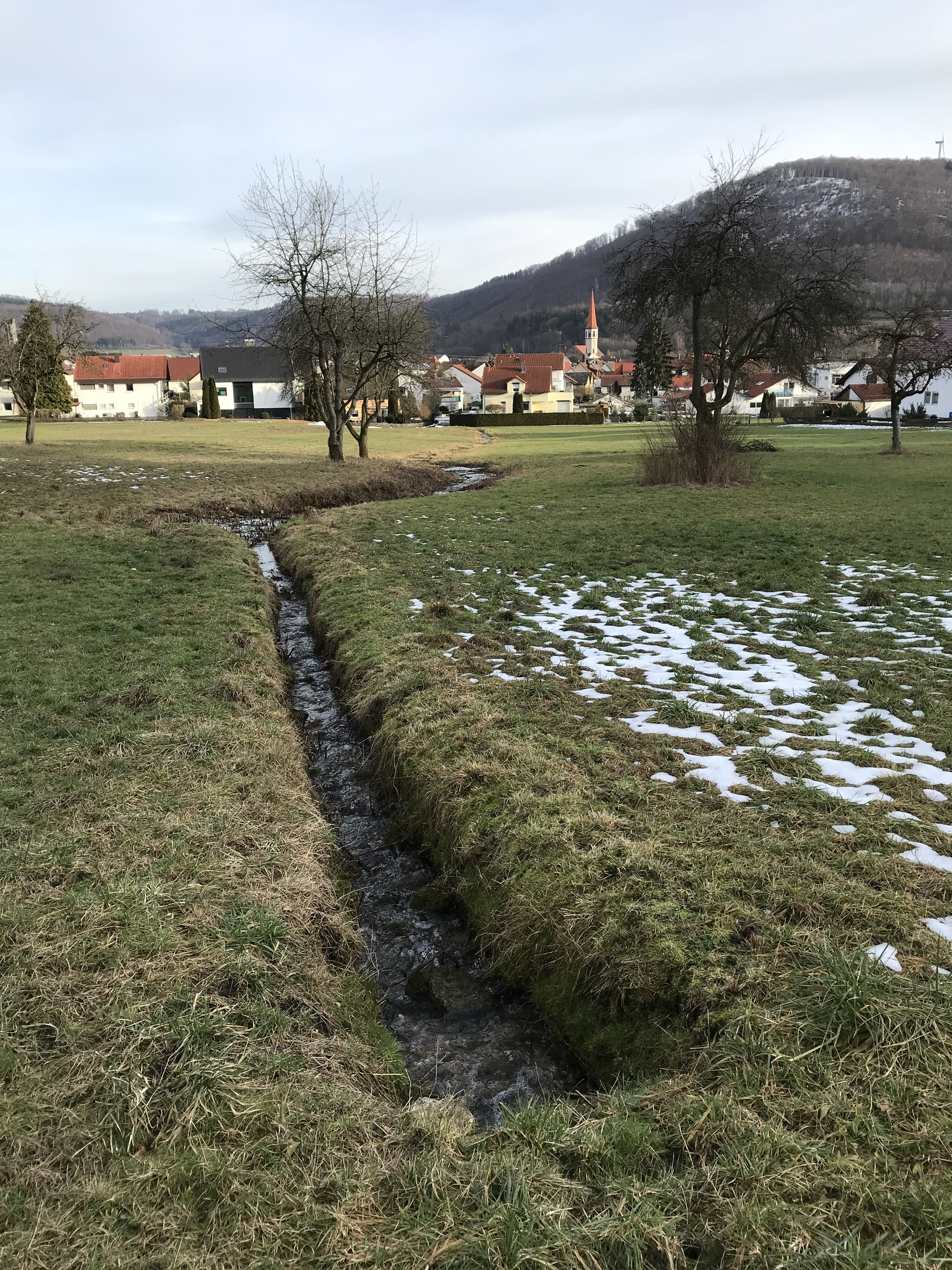
Katzenbachquelle
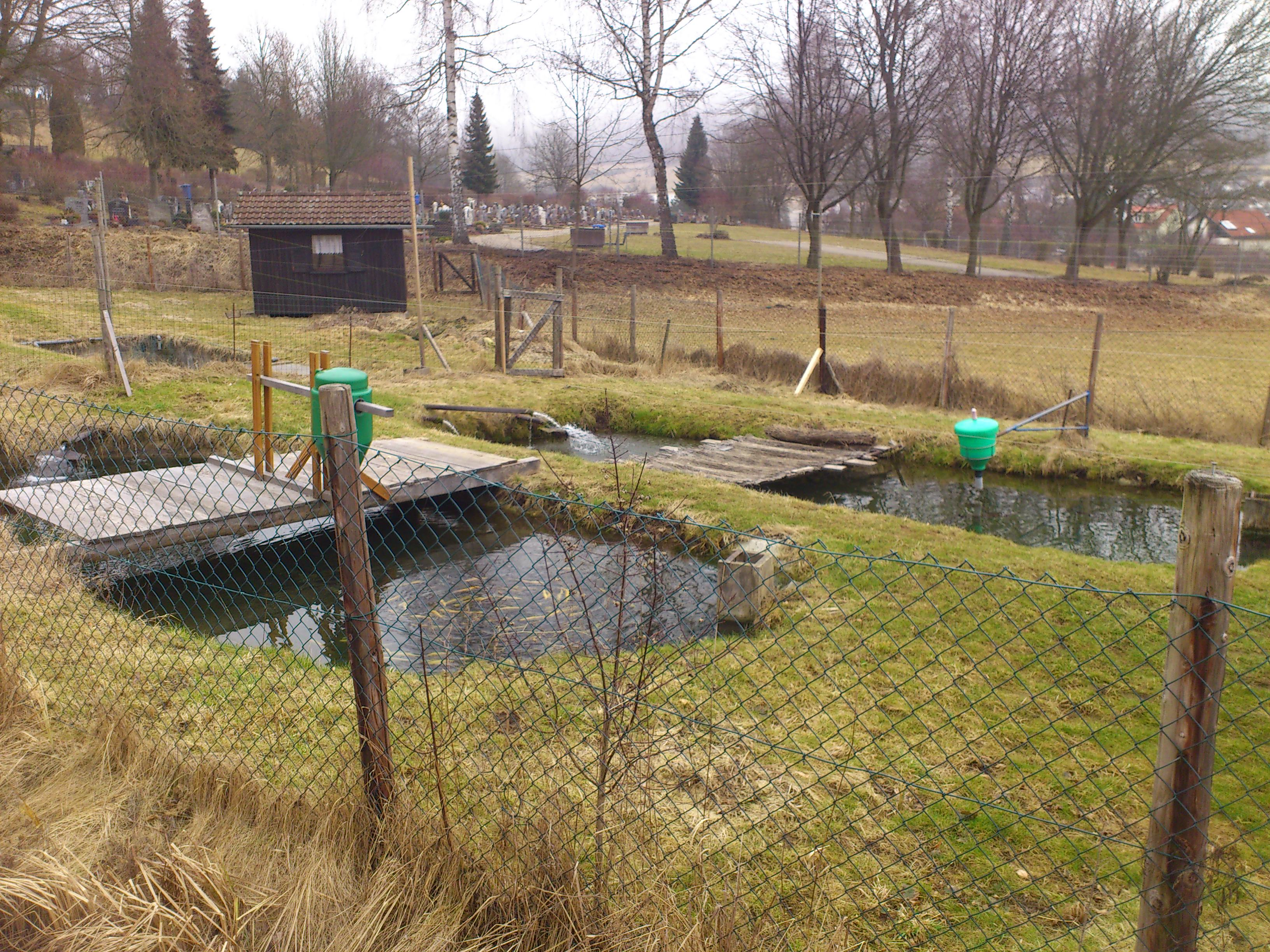
Heute nicht mehr existierende Fischzucht an der Katzenbachquelle
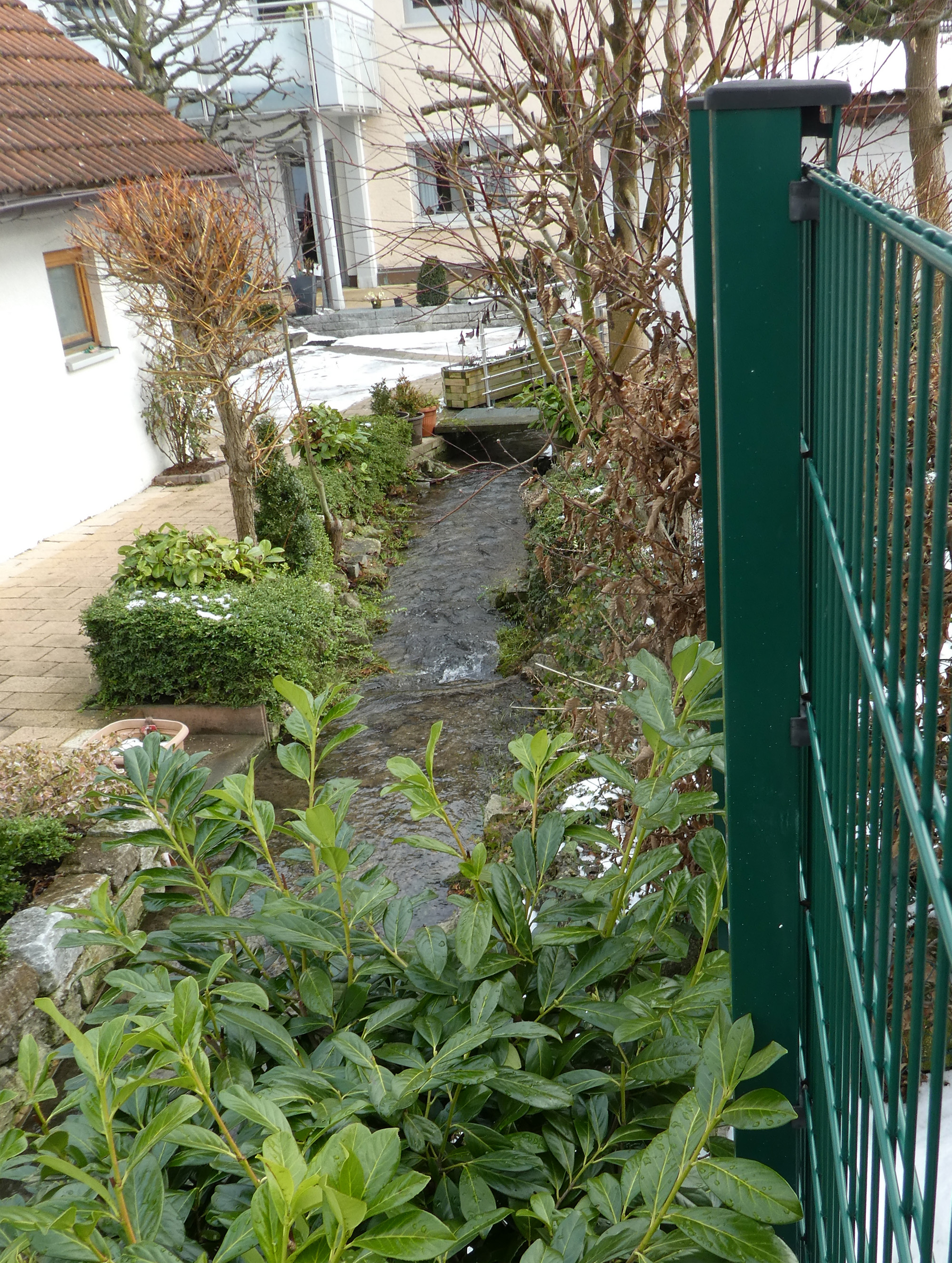
Westlich der Katzenbachstraße zwischen den Häusern
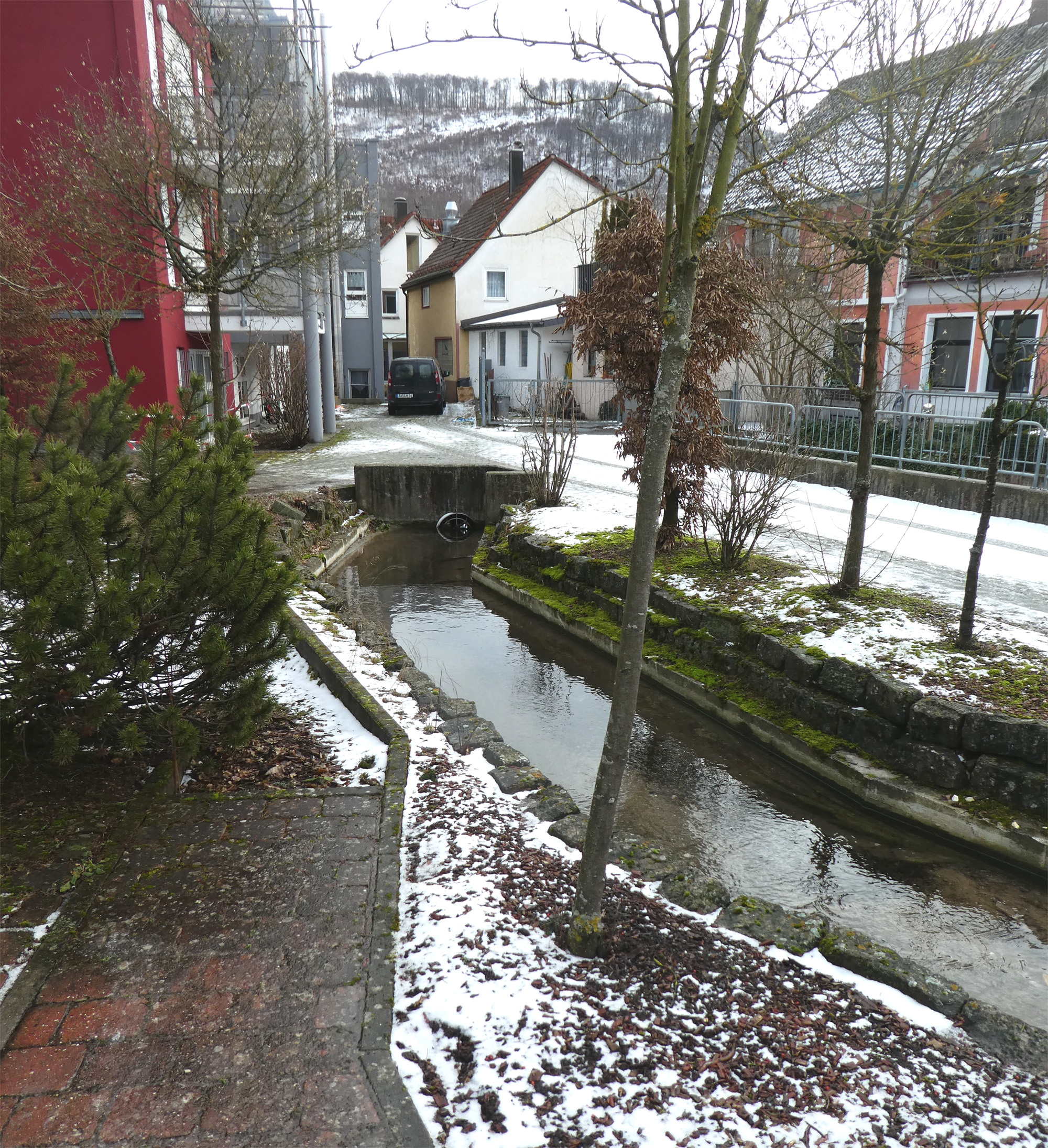
In der Feigengasse vor der Verdolung des restlichen Unterlaufs
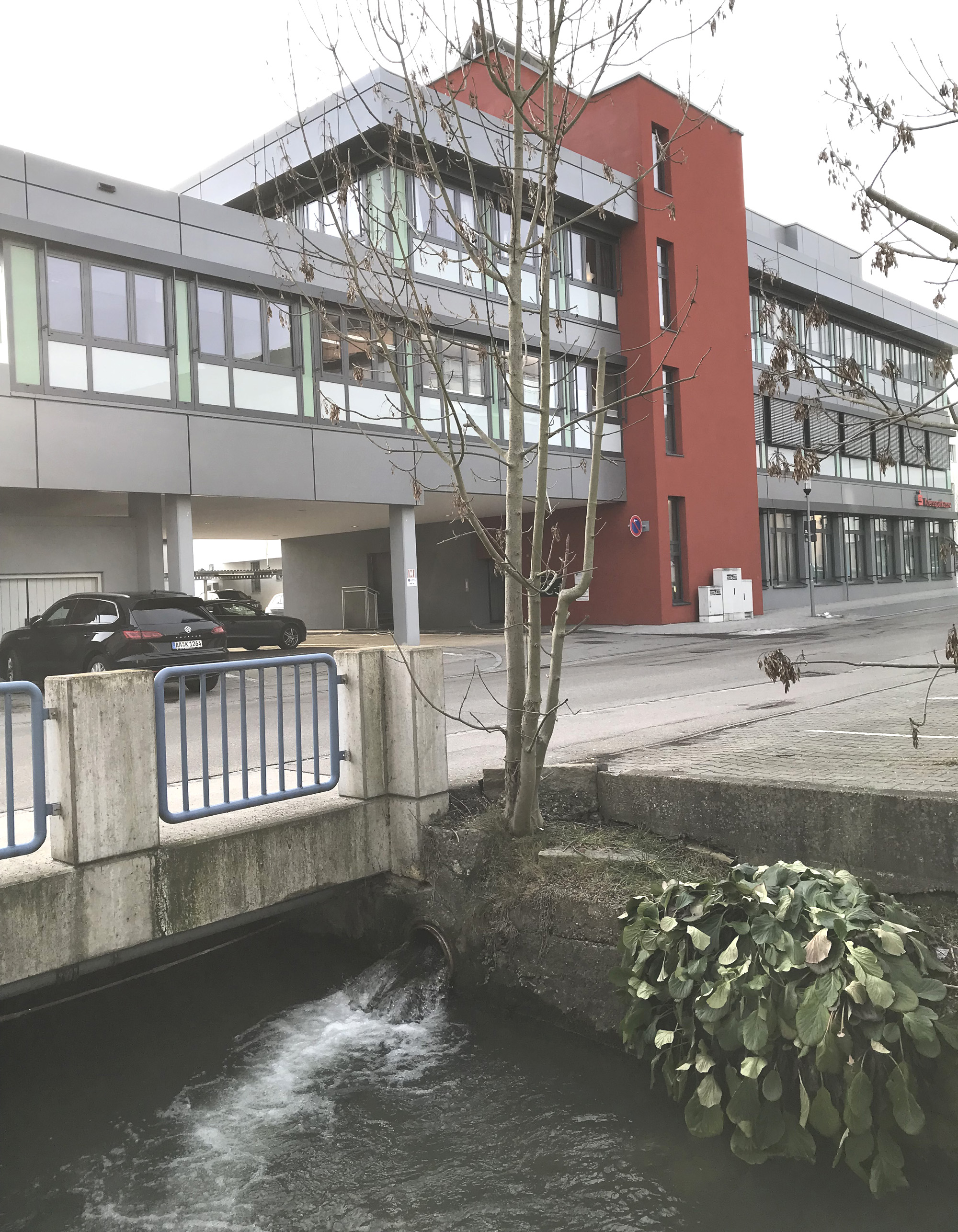
Mündung in den Schwarzen Kocher neben der Bahnhofsbrücke